# Saint Jhn
Carlos St. John Philipps, dit Saint Jhn stylisé SAINt JHN, est un chanteur, rappeur, parolier, compositeur et producteur vocal américain, né le 26 août 1986 à New York. Il obtient le succès en 2019 grâce à son titre Roses remixé par Imanbek.

## Biographie

### Jeunesse
Phillips naît à Brooklyn et est d'origine guyanien, et grandit entre Brooklyn et Guyana. Il crée ses premières chansons à l'âge de douze ans, inspiré par son frère ainé.

### Début
Il sort ses premières productions en 2010 sous son nom de Carlos St. John. En 2012, il écrit la chanson No Interruption pour Hoodie Allen. Pendant les années suivantes, il écrit des chansons pour Kiesza, Gorgon City, et Nico & Vinz. En 2016, il écrit les chansons Crash et Rivals pour Usher, présentes sur l'album Hard II Love, et sort également sa première chanson sous le nom de scène Saint Jhn.

### Album:The Collection(2018)
En 2018, il sort son premier album, nommé The Collection. L'année suivante, il collabore avec Beyoncé sur la chanson Brown Skin Girl, extraite de l'album The Lion King: The Gift.

### Titre:Roses(2019)
En 2019, son titre Roses, sorti originellement en 2016, est remixé par le DJ kazakh Imanbek et devient un succès international, en particulier quand le titre est publié sur TikTok et se voit associé à un filtre Snapchat. En octobre 2020, SAINt JHN participe au Billboard Music Awards 2020.

## Discographie

### Albums studio
| Titre                       | Détails                                                                                      | Positions | Positions |
| Titre                       | Détails                                                                                      | É-U       | CAN       |
| --------------------------- | -------------------------------------------------------------------------------------------- | --------- | --------- |
| Collection One              | - Sortie: 30 mars 2018 - Label: auto-édition - Formats: téléchargement, streaming            | 50        | 7         |
| Ghetto Lenny's Love Songs   | - Sortie: 23 août 2019 - Label: Godd Complexx, HITCO - Formats: téléchargement, streaming    | 39        | 41        |
| While the World Was Burning | - Sortie: 20 novembre 2020 - Label: Godd Complexx, HITCO - Formats: téléchargement streaming | 34        | 24        |

### EPs
| Titre                                         | Détails                                                             |
| --------------------------------------------- | ------------------------------------------------------------------- |
| The St. John Portfolio (sous Carlos St. John) | - Sortie: 8 mars 2010 - Label: auto-édité - Formats: téléchargement |

### Mixtapes
| Titre                                 | Détails                                                                   |
| ------------------------------------- | ------------------------------------------------------------------------- |
| In Association (sous Carlos St. John) | - Sortie: 25 décembre, 2010 - Label: auto-édité - Formats: téléchargement |

### Singles

#### En tant qu'artiste principal
| Titre                                                                          | Année | Positions | Positions | Positions | Positions | Positions | Positions | Positions | Positions | Positions | Positions | Positions | Positions | Certifications | Album                       |
| Titre                                                                          | Année | É-U       | ALL       | AUS       | BEL (FL)  | BEL (WAL) | CAN       | DAN       | FRA       | N-Z       | P-B       | R-U       | SUI       | Certifications | Album                       |
| ------------------------------------------------------------------------------ | ----- | --------- | --------- | --------- | --------- | --------- | --------- | --------- | --------- | --------- | --------- | --------- | --------- | --- | --------------------------- |
| 1999                                                                           | 2016  | —         | —         | —         | —         | —         | —         | —         | —         | —         | —         | —         | —         | | Non-album single            |
| Some Nights                                                                    | 2017  | —         | —         | —         | —         | —         | —         | —         | —         | —         | —         | —         | —         | | Collection One              |
| N***a Sh*t (Swoosh)                                                            | 2018  | —         | —         | —         | —         | —         | —         | —         | —         | —         | —         | —         | —         | | Collection One              |
| McDonalds Rich                                                                 | 2018  | —         | —         | —         | —         | —         | —         | —         | —         | —         | —         | —         | —         | | Non-album singles           |
| White Parents Are Gonna Hate This                                              | 2018  | —         | —         | —         | —         | —         | —         | —         | —         | —         | —         | —         | —         | | Non-album singles           |
| Trap (featuring Lil Baby)                                                      | 2019  | —         | —         | —         | —         | —         | —         | —         | —         | —         | —         | —         | —         | - RIAA: Or | Ghetto Lenny's Love Songs   |
| Brown Skin Girl (avec Beyoncé & Wizkid featuring Blue Ivy Carter)              | 2019  | 76        | —         | —         | —         | —         | 60        | —         | —         | —         | 82        | 42        | —         | | The Lion King: The Gift     |
| All I Want Is a Yacht                                                          | 2019  | —         | —         | —         | —         | —         | —         | —         | —         | —         | —         | —         | —         | | Ghetto Lenny's Love Songs   |
| Anything Can Happen" (featuring Meek Mill)                                     | 2019  | —         | —         | —         | —         | —         | —         | —         | —         | —         | —         | —         | —         | | Ghetto Lenny's Love Songs   |
| Roses (Imanbek remix)                                                          | 2019  | 4         | 3         | 1         | 3         | 1         | 1         | 3         | 5         | 1         | 1         | 1         | 2         | - RIAA: Platine - ARIA: 5× Platine - BEA: 2× Platine - BPI: 2× Platine - BVMI: Platine - IFPI DEN: Platine - RMNZ: 2× Platine - SNEP: Diamant | While the World Was Burning |
| I Can Fvcking Tell                                                             | 2020  | —         | —         | —         | —         | —         | —         | —         | —         | —         | —         | —         | —         | | Ghetto Lenny's Love Songs   |
| Famous (avec Octavian & Gunna)                                                 | 2020  | —         | —         | —         | —         | —         | —         | —         | —         | —         | —         | —         | —         | | Non-album single            |
| Gorgeous                                                                       | 2020  | —         | —         | —         | —         | —         | —         | —         | —         | —         | —         | —         | —         | | While the World Was Burning |
| Sucks to Be You                                                                | 2020  | —         | —         | —         | —         | —         | —         | —         | —         | —         | —         | —         | —         | | While the World Was Burning |
| "—" signifie que le titre ne s'est pas classé ou n'est pas sorti dans le pays. |       |           |           |           |           |           |           |           |           |           |           |           |           | |                             |

#### En tant qu'artiste invité
| Titre                                                                      | Année | Album             |
| -------------------------------------------------------------------------- | ----- | ----------------- |
| Beretta Lake (Teflon Sega featuring Saint Jhn)                             | 2016  | Non-album singles |
| Been Thru This Before (Marshmello & Southside featuring Giggs & Saint Jhn) | 2020  | Non-album singles |

### Écriture et production
| Titre                | Année | Artiste      | Album            | Rôle                  |
| -------------------- | ----- | ------------ | ---------------- | --------------------- |
| No Interruption      | 2012  | Hoodie Allen | All American     | Co-auteur             |
| Bad Thing            | 2014  | Kiesza       | Sound of a Woman | Co-auteur             |
| The Love             | 2014  | Kiesza       | Sound of a Woman | Co-auteur             |
| Piano                | 2014  | Kiesza       | Sound of a Woman | Co-auteur             |
| Praying to a God     | 2015  | Nico & Vinz  | Cornerstone      | Co-auteur             |
| Doubts               | 2016  | Gorgon City  | Kingdom          | Co-auteur             |
| Crash                | 2016  | Usher        | Hard II Love     | Co-auteur, producteur |
| Rivals               | 2016  | Usher        | Hard II Love     | Co-auteur, producteur |
| Helicopters / Beware | 2017  | Jidenna      | The Chief        | Co-auteur             |
| Can't Wait           | 2017  | Dvsn         | Morning After    | Co-auteur             |